# قائمة أعلام جبل طارق
هذه قائمة بالأعلام المستخدمة حصريًا بالمنطقة البريطانية جبل طارق.

## علم الإقليم
| العلم | التاريخ | الاستخدام    | الوصف                    |
| ----- | ------- | ------------ | ------------------------ |
|       | 1982 –  | علم جبل طارق | راية عليها شعار جبل طارق |

## علم الحاكم
| العلم | التاريخ   | الاستخدام           | الوصف                        |
| ----- | --------- | ------------------- | ---------------------------- |
|       |           | علم الحاكم          | علم الاتحاد به شعار الإقليم  |
|       | 1939-1982 | علم الحاكم التاريخي | علم الاتحاد به شارة جبل طارق |
|       | 1875-1939 | علم الحاكم التاريخي | علم الاتحاد به شارة جبل طارق |

## رايات
| العلم | التاريخ   | الاستخدام                     | الوصف                                                                              |
| ----- | --------- | ----------------------------- | ---------------------------------------------------------------------------------- |
|       | 1996 –    | راية مدنية                    | راية حمراء بريطانية بها علم الاتحاد في الرأس وشارة جبل طارق في الرفرف              |
|       | ؟         | راية نادي يخت جبل طارق الملكي |                                                                                    |
|       | 1999 –    | راية حكومية                   | راية زرقاء بريطانية بها علم الاتحاد في الرأس وشارة جبل طارق في الرفرف              |
|       | 1939-1999 | راية حكومية تاريخية           | راية زرقاء بريطانية بها علم الاتحاد في الرأس وشارة جبل طارق في الرفرف              |
|       | 1921-1939 | راية حكومية تاريخية           | راية زرقاء بريطانية بها علم الاتحاد في الرأس وشارة جبل طارق في الرفرف              |
|       | 1875–1921 | راية حكومية تاريخية           | راية زرقاء بريطانية بها علم الاتحاد في الرأس وشارة جبل طارق على قرص أبيض في الرفرف |

## أعلام تاريخية
| العلم | التاريخ   | الاستخدام                        | الوصف                      |
| ----- | --------- | -------------------------------- | -------------------------- |
|       | 711–1031  | راية الدولة الأموية و‌خلافة قرطبة |                            |
|       | 1084–1121 | راية الدولة المرابطية            | راية منقوش عليها الشهادتين |
|       | 1121–1237 | راية الموحدين                    |                            |